# Essey-lès-Nancy
Essey-lès-Nancy är en kommun i departementet Meurthe-et-Moselle i regionen Grand Est (tidigare regionen Lorraine) i nordöstra Frankrike. Kommunen ligger i kantonen Saint-Max som tillhör arrondissementet Nancy. År 2022 hade Essey-lès-Nancy 8 733 invånare.

## Befolkningsutveckling
Antalet invånare i kommunen Essey-lès-Nancy
| Referens: INSEE |